# National Socialist Council of Nagaland

Inoffizielle Flagge Nagalands, genutzt vom NSCN

Der National Socialist Council of Nagaland („National-Sozialistischer Rat von Nagaland“) ist eine größere revolutionäre, naga-nationalistische Rebellengruppe, die hauptsächlich in Nordostindien und bis 2012 im Nordwesten Myanmars aktiv ist bzw. war. Das Hauptziel der Organisation ist die Errichtung eines souveränen Naga-Staates Nagalim, der aus allen von den Naga-Völkern in Nordostindien und Nordwest-Myanmar bewohnten Gebieten bestehen soll. Der Slogan des NSCN lautet Nagaland for Christ und die Gruppe beruft sich unter anderem auf religiöse Inhalte des Christentums. Letztlich wird die Religion aber vor allem als Abgrenzungsmerkmal der christlichen Naga gegenüber anderen Völkern mit nichtchristlichen Religionen benutzt. Die Gruppe wird beschuldigt, entführt, ermordet, vergewaltigt, gewaltsam bekehrt und terroristische Aktivitäten begangen zu haben.
Zwei Hauptfraktionen des NSCN sind der NSCN-Khaplang und der NSCN-Isak-Muivah.
Am 6. November 2015 stufte Indien als Reaktion auf einen Angriff auf einen Armeekonvoi in Manipur den NSCN-Khaplang als eine terroristische Organisation ein. Indiens Innenministerium bezeichnet den NSCN als eine der wichtigsten Separatistengruppen.